# Liste des sénateurs de la Seine-Saint-Denis
Cet article donne la liste des sénateurs élus dans la Seine-Saint-Denis sous la Cinquième République, depuis les élections de 1968. Le nombre de sénateurs pour l'ancien département de Seine-et-Oise était fixé à 8 élus depuis l'élection complète du Sénat du 26 avril 1959. À la suite de la réorganisation de la région parisienne, entrée en vigueur le 1er janvier 1968, le nombre de sénateurs de la Seine et de Seine-et-Oise a été porté de 30 à 39, ces sièges ayant été répartis entre les nouveaux départements. La Seine-Saint-Denis, de même que l'ensemble de la région parisienne, appartenait à la série C. Les sénateurs étaient élus pour un mandat de 9 ans, les renouvellements ayant eu lieu en 1977, 1986 et 1995.
Après la loi no 2003-697 du 30 juillet 2003, le mandat des sénateurs a été réduit à 6 ans. Cette nouvelle durée s'est appliquée à la Seine-Saint-Denis lors des élections de 2004. Elle a cependant été portée à sept ans, l'allongement d'un an de ce mandat étant dû à une décision du Conseil constitutionnel de 2004 qui a reporté les élections initialement prévues en 2007 et 2010, pour éviter un trop grand nombre de scrutins en 2007. La Seine-Saint-Denis appartient, depuis les élections de 2011, à la série 1.
Les sénateurs sont élus au suffrage universel indirect par les grands électeurs. En 2011, ceux-ci sont 2 074. 
En prolongement du mode de scrutin en vigueur dans l'ancien département de Seine-et-Oise a été conservé le mode de scrutin proportionnel, le nombre d'élus étant de 5 dans le département de la Seine-Saint-Denis, en 1968, porté à 6 lors des renouvellements suivants.

## Mandature 1968-1977
Du 22 septembre 1968 au 24 septembre 1977.
| Identité               | Parti | Parti | Autres mandats |
| ---------------------- | ----- | ----- | -------------- |
| Charles Cathala        |       | MRP   |                |
| Maurice Coutrot        |       | SFIO  |                |
| Marie-Thérèse Goutmann |       | PCF   |                |
| Fernand Lefort         |       | PCF   |                |
| James Marson           |       | PCF   |                |

1. ↑  à compter du 26 mars 1975, en remplacement de Jacques Duclos, décédé.

## Mandature 1977-1986
Du 25 septembre 1977 au 27 septembre 1986.
| Identité               | Parti | Parti | Autres mandats             |
| ---------------------- | ----- | ----- | -------------------------- |
| Danielle Bidard-Reydet |       | PCF   |                            |
| Marcel Debarge         |       | PS    | Maire du Pré-Saint-Gervais |
| Claude Fuzier          |       | PS    | Maire de Bondy             |
| Jean Garcia            |       | PCF   |                            |
| Fernand Lefort         |       | PCF   |                            |
| James Marson           |       | PCF   | Maire de La Courneuve      |

1. ↑  à compter du 24 juillet 1978, en remplacement de Marie-Thérèse Goutmann, élue député de la 9e circonscription le 12 juin 1978.

## Mandature 1986-1995
Du 28 septembre 1986 au 23 septembre 1995.
| Identité               | Parti | Parti | Autres mandats |
| ---------------------- | ----- | ----- | -------------- |
| Danielle Bidard-Reydet |       | PCF   |                |
| Robert Calméjane       |       | RPR   |                |
| Ernest Cartigny        |       | UDF   |                |
| Claude Fuzier          |       | PS    | Maire de Bondy |
| Paulette Fost          |       | PCF   |                |
| Jean Garcia            |       | PCF   |                |

1. ↑  à compter du 18 juin 1991, en remplacement de Marcel Debarge, nommé au gouvernement.

## Mandature 1995-2004
Du 24 septembre 1995 au 30 septembre 2004.
| Identité               | Parti | Parti | Autres mandats             |
| ---------------------- | ----- | ----- | -------------------------- |
| Danielle Bidard-Reydet |       | PCF   |                            |
| Ernest Cartigny        |       | RPR   |                            |
| Marcel Debarge         |       | PS    |                            |
| Christian Demuynck     |       | RPR   | Maire de Neuilly-Plaisance |
| Jacques Mahéas         |       | PS    | Maire de Neuilly-sur-Marne |
| Jack Ralite            |       | PCF   | Maire d'Aubervilliers      |

1. ↑  à compter du 11 décembre 2002, en remplacement de Robert Calméjane, décédé.

## Mandature 2004-2011
Du 26 septembre 2004 au 30 septembre 2011.
| Identité           | Parti | Parti | Autres mandats                       |
| ------------------ | ----- | ----- | ------------------------------------ |
| Éliane Assassi     |       | PCF   | Conseillère municipale de Drancy     |
| Philippe Dallier   |       | UMP   | Maire des Pavillons-sous-Bois        |
| Christian Demuynck |       | UMP   | Maire de Neuilly-Plaisance           |
| Jacques Mahéas     |       | PS    | Maire de Neuilly-sur-Marne           |
| Jack Ralite        |       | PCF   | Conseiller municipal d'Aubervilliers |
| Dominique Voynet   |       | EELV  | Maire de Montreuil                   |

## Mandature 2011-2017
Depuis le 25 septembre 2011.
| Identité              | Parti | Parti | Autres mandats                         |
| --------------------- | ----- | ----- | -------------------------------------- |
| Aline Archimbaud      |       | EELV  | Adjointe au maire de Pantin            |
| Éliane Assassi        |       | PCF   | Conseillère municipale de Drancy       |
| Vincent Capo-Canellas |       | UDI   | Maire du Bourget                       |
| Philippe Dallier      |       | LR    | Maire des Pavillons-sous-Bois          |
| Gilbert Roger         |       | PS    |                                        |
| Évelyne Yonnet        |       | PS    | Conseillère municipale d'Aubervilliers |

1. ↑  À compter du 3 mars 2015, en remplacement de Claude Dilain, décédé

## Mandature 2017-2023
| Identité                 | Parti | Parti | Autres mandats                       |
| ------------------------ | ----- | ----- | ------------------------------------ |
| Éliane Assassi           |       | PCF   | Conseillère municipale de Drancy     |
| Vincent Capo-Canellas    |       | UDI   | Maire du Bourget                     |
| Philippe Dallier         |       | LR    | Maire des Pavillons-sous-Bois        |
| Annie Delmont-Koropoulis |       | LR    | Adjointe au maire d'Aulnay-sous-Bois |
| Fabien Gay               |       | PCF   | Conseiller municipal du Blanc-Mesnil |
| Gilbert Roger            |       | PS    |                                      |

Le 27 juillet 2021, Philippe Dallier, contraint par la législation limitant  le cumul des mandats en France, démissionne de son mandat de sénateur à la suite de son élection comme conseiller départemental de Bondy lors des élections départementales de 2021. Il est remplacé au sénat par Thierry Meignen, qui démissionne pour les mêmes raisons de son mandat de maire du Blanc-Mesnil.

## Mandature 2023-2029
| Identité              | Parti | Parti         | Autres mandats                                                            |
| --------------------- | ----- | ------------- | ------------------------------------------------------------------------- |
| Corinne Narassiguin   |       | PS            |                                                                           |
| Adel Ziane            |       | PS            | Adjoint au maire de Saint-Ouen-sur-Seine Vice-président de Plaine commune |
| Vincent Capo-Canellas |       | UDI           |                                                                           |
| Ahmed Laouedj         |       | PRG           |                                                                           |
| Thierry Meignen       |       | Soyons libres | Conseiller municipal du Blanc-Mesnil                                      |
| Fabien Gay            |       | PCF           | Conseiller municipal du Blanc-Mesnil                                      |